# Wladimir Iwanowitsch Iwanow

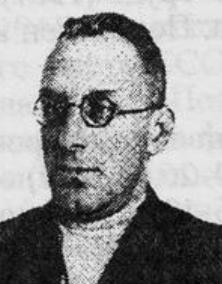
Wladimir Iwanow

Wladimir Iwanowitsch Iwanow (usbekisch Vladimir Ivanovich Ivanov, russisch Владимир Иванович Иванов; * 11. Märzjul. / 23. März 1893greg. in Tula; † 15. März 1938 in Moskau) war ein sowjetischer Staats- und Parteifunktionär. Er war Erster Sekretär des ZK der Kommunistischen Partei in der Usbekischen SSR und Erster Sekretär der KPdSU(B) der Nordregion sowie Volkskommissar für die Forstwirtschaft.

## Leben
Iwanow besuchte das Gymnasium in Tula, 1912 zog er nach Moskau und studierte von 1912 bis 1916 an der Medizinischen Fakultät der Moskauer Universität. 1915 schloss er sich der SDAPR an. 1916 wurde er verhaftet. 1917 wurde er Sekretär des Moskauer Stadtteilparteikomitees (Rajkom) von Chamowniki. Im November 1917 wurde er Mitglied des Revolutionären Militärkomitees und des Stabs der Roten Garden im Moskauer Stadtteil Basmanny. 1918 schloss er sein Studium an der Medizinischen Fakultät der Moskauer Universität ab.
Von August bis Oktober 1918 war er Vorsitzender der Tscheka im Bezirk Kamyschin. Von Oktober 1918 bis 1919 Vorsitzender des Exekutivkomitees des Bezirkssowjets von Kamyschin. Vom 18. September bis zum 16. November 1919 war er Mitglied des Revolutionären Militärrates der Fergana-Front. 1919/1920 war er verantwortlicher Organisator des Moskauer Stadtteilparteikomitees in Basmanny. In der ersten Jahreshälfte 1921 wirkte er als Sekretär des Parteikomitees des Gouvernements Jaroslawl. Dann war Iwanow bis 1924 stellvertretender Vorsitzender bzw. Vorsitzender der Organisationsabteilung des Moskauer Stadtkomitees der KPR(B). 1924 war er Vorsitzender der Moskauer Kontrollkommission der KPR(B), 1924/1925 Mitglied der Zentralen Kontrollkommission sowie des Präsidiums der Zentralen Kontrollkommission der KPR(B).
Von Oktober 1924 bis Februar 1925 war er zudem Sekretär des Orgbüros des ZK der KPR(B). Seit 1925 war Iwanow Kandidat des ZK der KPdSU(B). Vom 13. Februar 1925 bis 1927 fungierte er als Erster Sekretär des ZK der KP Usbekistans, von 1927 bis März 1931 wirkte er als Zweiter Sekretär des Nordkaukasus-Regionalkomitees der KPdSU(B). Von April 1931 bis Februar 1937 war er Erster Sekretär der Nordregion (Северный край) bzw. der Nord-Oblast (Северная область) der KPdSU(B). Am 10. Februar 1934 wurde er Mitglied des Zentralkomitees der KPdSU(B). Am 1. Oktober 1936 wurde er zum Volkskommissar für die Holzindustrie der UdSSR ernannt. Am 1. November 1937 wurde er verhaftet.
Iwanow gehörte 1938 zu den Angeklagten des dritten Moskauer Prozesses, bei denen viele hohe Partei- und Staatsfunktionäre wegen angeblicher staatsfeindlicher Aktivitäten angeklagt wurden. In diesen Prozessen wurde eine politische Opposition von Kommunisten innerhalb der Kommunistischen Partei der Sowjetunion mit Hilfe des Strafrechts ausgeschaltet und praktisch die gesamte Führung der Oktoberrevolution. Als angeblicher Angehöriger des „Blocks der Rechten und Trotzkisten“ wurde auch Iwanow am 13. März 1938 zum Tode durch Erschießung verurteilt und noch am 15. März 1938 hingerichtet. Ihm war vorgeworfen worden, absichtlich Misswirtschaft in der Forstindustrie der Nordregion betrieben zu haben und von 1911 bis 1916 als Lockspitzel der Ochrana-Abteilung und der Gendarmerieverwaltung in Moskau und in anderen Städten tätig gewesen zu sein.
1959 wurde er rehabilitiert.